# Myslkov
Myslkov (lidově též Miskov) je část města Sedlec-Prčice v okrese Příbram ve Středočeském kraji. Nachází se asi pět kilometrů západně od Sedlce. Je zde evidováno 16 adres. V roce 2011 zde trvale žilo 32 obyvatel.
Myslkov leží v katastrálním území Nové Dvory u Kvasejovic o výměře 2,86 km².

## Historie

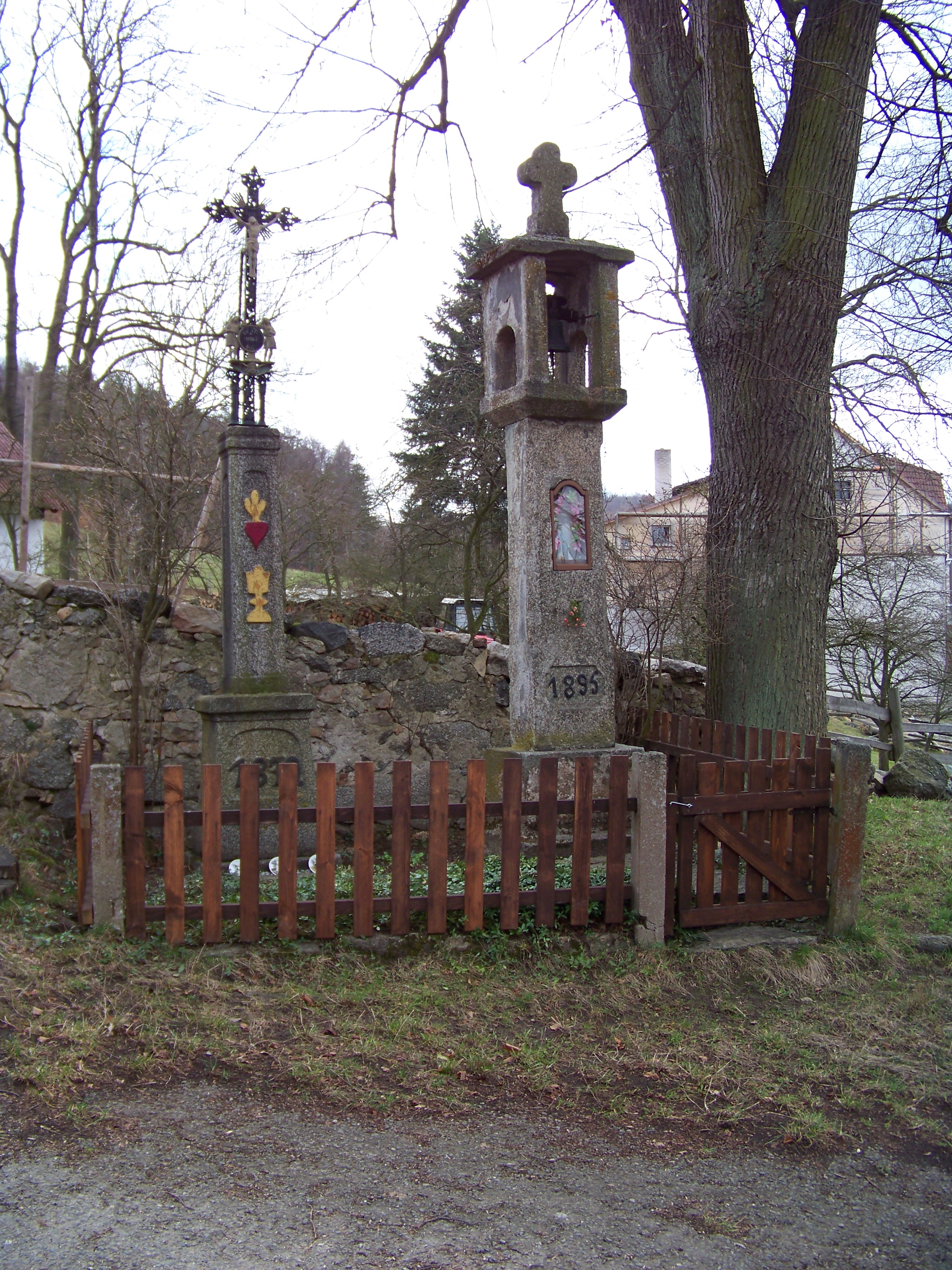
Křížek a zvonička (1895) na návsi

První písemná zmínka o vesnici pochází z roku 1291.

## Obyvatelstvo
| Rok            | 1869 | 1880 | 1890 | 1900 | 1910 | 1921 | 1930 | 1950 | 1961 | 1970 | 1980 | 1991 | 2001 | 2011 | 2021 |
| -------------- | ---- | ---- | ---- | ---- | ---- | ---- | ---- | ---- | ---- | ---- | ---- | ---- | ---- | ---- | ---- |
| Počet obyvatel | 100  | 100  | 100  | 85   | 89   | 80   | 79   | 59   | 55   | 37   | 36   | 26   | 25   | 32   | 32   |
| Počet domů     | 14   | 15   | 15   | 15   | 15   | 15   | 16   | 17   | 17   | 15   | 10   | 11   | 12   | 15   | 14   |

## Obecní správa
Při sčítání lidu v letech 1850–1929 Myslkov byl osadou obce Ředice v okrese Sedlčany. V letech 1930–1960 byl osadou obce Nové Dvory, se kterým patřil nejprve do okresu Sedlčany, ale od roku 1960 v okrese Benešov. Od 12. června 1960 do 31. prosince 1979 byl částí obce Kvasejovice v okrese Benešov. Od 1. ledna 1980 je částí města Sedlec-Prčice v okrese Benešov. Od 1. ledna 2007 vesnice přešla spolu s městem Sedlec-Prčice z okresu Benešov do okresu Příbram.